# 嘉祐
嘉祐（1056年九月—1063年）是宋仁宗的第九个和最后一个年号。北宋使用这个年号一共八年。嘉祐八年四月宋英宗即位沿用。

## 年號含義
意为喜获上天保佑。

## 改元
- 至和三年——九月十二日，有詔改元嘉祐。[2][3][4]
- 嘉祐八年——三月二十九日，宋仁宗去世。四月一日，宋英宗趙曙即位。[2][5]
- 嘉祐九年——正月一日，有詔改元治平。[5][6][7]

## 紀年對照表
| 嘉祐 | 元年   | 二年   | 三年   | 四年   | 五年   | 六年   | 七年   | 八年   |
| ---- | ------ | ------ | ------ | ------ | ------ | ------ | ------ | ------ |
| 公元 | 1056年 | 1057年 | 1058年 | 1059年 | 1060年 | 1061年 | 1062年 | 1063年 |
| 干支 | 丙申   | 丁酉   | 戊戌   | 己亥   | 庚子   | 辛丑   | 壬寅   | 癸卯   |

## 大事记
- 嘉祐二年——幽州地震。
- 嘉祐二年——苏轼、蘇轍中进士。
- 嘉祐四年——王安石写《上仁宗皇帝言事书》请求变法。
- 嘉祐四年——蔡襄著《荔枝谱》，是中国第一部专门写荔枝的书。
- 嘉祐四年——福建泉州洛阳桥建成，是今天中国现存最老的海港桥。
- 嘉祐七年——义门陈氏奉旨分家
- 嘉祐八年——沈括中進士。

## 出生
- 嘉祐四年十一月十七（12月24日）——宗泽，宋朝将军

## 逝世
- 嘉祐二年——狄青，北宋軍事家
- 嘉祐四年——胡瑗，北宋儒学家
- 嘉祐四年——李觏，北宋思想家
- 嘉祐七年——包拯，北宋政治家

## 同期存在的其他政權之紀年
- 中國
  - 清寧（1055年－1064年）：契丹—遼道宗耶律洪基之年號
  - 福聖承道（1053年－1056年）：西夏—夏毅宗李諒祚之年號
  - 奲都（1057年－1062年）：西夏—夏毅宗李諒祚之年號
  - 拱化（1063年－1067年）：西夏—夏毅宗李諒祚之年號
  - 政安（1045年－1061年）：大理—段思廉之年號
  - 正德（1062年－1073年）：大理—段思廉之年號
- 越南
  - 龍瑞太平（1054年－1058年）：李朝—李日尊之年號
  - 彰聖嘉慶（1059年－1065年）：李朝—李日尊之年號
- 日本
  - 天喜（1053年－1058年）：後冷泉天皇之年号
  - 康平（1058年－1065年）：後冷泉天皇之年号

## 参看
- 中国年号索引